# أليساندرا عثمان
أليساندرا عثمان (بالإندونيسية: Alessandra Khadijah Usman) هي متسابقة ملكة الجمال إندونيسية، ولدت في 21 ديسمبر 1988 في جاكرتا في إندونيسيا.